# Thomas Mikkelsen (fodboldspiller, født 1990)
 Der er flere personer med dette navn, se Thomas Mikkelsen.
Thomas Mikkelsen (født 19. januar 1990 i Tønder, Danmark) er en dansk fodboldspiller, der spiller for Kolding IF.

## Karriere
Thomas Mikkelsen trådte sine første fodboldstøvler i den lille klub Bredebro Idrætsforening, hvorfra han skiftede til overbygningsklubben FC Sydvest 05. 
I efteråret 2009 scorede Mikkelsen 11 mål i 14 kampe i Jyllandsserien, hvilket fik Vejle Boldklub til at invitere den 19-årige angriber til prøvetræning i vinterpausen 2009. Her gjorde Thomas Mikkelsen så godt et indtryk, at han blev tilbudt en fuldtidskontrakt med VB løbende til sommeren 2010.
Vejle Boldklubs trænerteam beskrev ved skiftet Thomas Mikkelsen som en målfarlig og hårdtarbejdende spiller med et spændende potentiale.I sin tid i VB spillede han dog også nogle kampe for VB Kolding.
I forårssæsonen 2013 skiftede Thomas Mikkelsen til FC Fredericia.
Efter et år i FC Fredericia skiftede han til Odense Boldklub i 2014. Han blev efterfølgende udlejet til IFK Göteborg i Sverige, Vejle Boldklub og i 2017 til Dundee United i Skotland.
Den 4. juli 2017 blev det offentliggjort, at Mikkelsen havde skrevet under på en toårig kontrakt Ross County.